# 42
Cette page concerne l'année 42  du calendrier julien. Pour l'année 42 av. J.-C., voir 42 av. J.-C. Pour le nombre 42, voir 42 (nombre). Pour la réponse, voir La grande question sur la vie, l'univers et le reste.
Pour les articles homonymes, voir 42 (écoles).
L'année 42 est une année commune qui commence un lundi.

## Événements
- 17 janvier, Empire romain : l'empereur Claude accorde les honneurs divins en décernant à sa grand-mère Livie le titre de Divina Augusta (Divine Augusta)[1].
- Suro devient le premier roi de la confédération de Gaya en Corée[2].
- Expédition du légat Suetonius Paulinus contre les Maures révoltés à l’instigation d’Aedemon, affranchi du roi numide Ptolémée. Il traverse l'Atlas par la vallée de la Moulouya et atteint le Sahara en suivant le haut Ghir jusqu'au Tafilalet[3]. Rome achève la conquête de la Maurétanie (Maroc et ouest de l'Algérie actuels), divisée en deux provinces : la Maurétanie Césarienne (capitale : Caesaria ou Cherchell) et la Maurétanie Tingitane (capitale : Tanger)[4].
- À la suite de l'exécution d'Appius Silanus, le légat de Dalmatie, Furius Camillus Scribonianus se révolte, mais la défection de ses troupes détermine l’échec rapide du soulèvement[5].
- Famine à Rome. L'empereur Claude fait commencer la construction d'un véritable port de ravitaillement près d'Ostie, le Portus Claudii (fin en 54 sous l'empereur Néron)[5]. Le port devait être au départ construit sur un site différent du site final, mais cela n'a pas abouti du fait de l’opposition des sénateurs, dont beaucoup possédaient leur villa à cet endroit.
- Reprise des travaux pour l’assèchement du lac Fucin dans les Abruzzes.

## Décès en 42
- Gaius Appius Iunius Silanus, consul romain.
- suicides de Lucius Arruntius Camillus Scribonianus, de Lucius Annius Vinicianus, de Caecina Paetus et de son épouse Arria